# 2,8-cm-schwere Panzerbüchse 41
Die 2,8-cm-schwere Panzerbüchse 41 (kurz: s.Pz.B. 41) war eine Panzerabwehrwaffe der Wehrmacht im Zweiten Weltkrieg.

## Entwicklung
Bereits 1903 entwickelte Carl Puff eine Waffe mit einem konischen Lauf und ein Geschoss mit einer Weichmantelumhüllung. Beim Durchlaufen des Laufes wurde die Hülle zusammengedrückt, wodurch das Geschoss eine höhere Rasanz erhielt. Das Patent hatte aber keinen Erfolg. Es fehlte damals die Verwendungsmöglichkeit für Waffen mit hoher Durchschlagskraft, die auf direktes Feuer ausgelegt waren. Selbst nachdem 1916 die ersten Panzer auf den Gefechtsfeldern des Ersten Weltkrieges eingesetzt wurden, war die Waffe nicht gefragt. Hier war die Ursache das Fehlen der notwendigen Rohstoffe zur Herstellung der relativ aufwendigen Geschosse.
Auf diesem Grundlagenwissen bauten nicht ganz 30 Jahre später Hermann Gerlich und auch Hans Neufeldt (Firma Polte / Wolframkern-Munition) auf. Die Waffeningenieure der Rüstungsfirmen Janecek, Krieghoff, Mauser, Gustloff, Rheinmetall, Steyr und Krupp arbeiteten nach Beginn des Krieges für eine Vielzahl von Kalibern an einer Weiterentwicklung des konischen Prinzip zur Steigerung der v0 und Durchschlagskraft mittels Hartkerngeschossen mit Weichmantelumhüllung.
Absehbar war jedoch schon, dass die in großer Zahl bei den Infanterieverbänden eingesetzte Panzerbüchse 39 und auch das Gewehrgranatgerät künftig nicht als leichte Panzerabwehrwaffe der Infanterie ausreichen würden.
Das Rohr der neuen „Panzerbüchse 41“, bei der es sich im technischen Sinne um eine Kanone handelte, wurde bei Rheinmetall-Borsig in Düsseldorf entwickelt. Die Fertigung dieses Geschützes erfolgte bei den Mauserwerken in Oberndorf am Neckar und Ambi-Budd in Berlin-Johannisthal (nur Lafette).

## Geschichte
Die erste Bedienungsanleitung der Waffe stammt vom 1. August 1940, es kann demnach davon ausgegangen werden, dass die erste Serie über 90 Stück, die von Juli bis August 1940 produziert wurden, unmittelbar an die Truppe ausgegeben werden sollte. Am 22. Juli 1941 wurde für diese ersten 90 Panzerbüchsen eine Einzelteilliste veröffentlicht. Da leichte Änderungen vorgenommen wurden, galt für alle danach produzierten Waffen eine andere Einzelteilliste. Die Waffe kostete 4.500 Reichsmark. Die eigentliche Serienfertigung lief im Februar 1941 an.
Der dramatische Wolframmangel zwang die deutsche Rüstung, sehr genau auf den Bedarf dieses knappen Rohstoffs zu achten. So erstellte das Heeresamt schon am 12. Juni 1941 einen Bericht, der den Materialbedarf für die Fertigung der Munition bestimmter Waffen analysierte. Die Erkenntnis war, dass für eine Waffe wie die 2,8-cm-schwere Panzerbüchse 41 künftig keine Munition mehr vorhanden sein würde. Darüber hinaus war der Laufverschleiß enorm und die Läufe hatten eine Lebensdauer von nur etwa 500 Schuss. Seitens des Heereswaffenamtes wurde deshalb die Entwicklung reaktiver (rückstoßfreier) Panzerabwehrwaffen weiter forciert. Und die s.Pz.B. 41 wurde zunehmend an Einheiten abgegeben, bei denen der Munitionsverbrauch gering war.
Um die Waffe besser aus einer Deckung (Graben) heraus einsetzen zu können oder um diese im Liegen zu bedienen, konnten die Räder leicht demontiert werden. Alternativ zur Bewegung auf den eigenen Rädern konnte die Waffe ohne Räder auch auf einen Infanteriekarren aufgesetzt werden. Dies dürfte insbesondere bei der Fallschirmjäger-Version mit den kleinen Rädern vorteilhaft gewesen sein. Die Infanteriekarren waren oft bei den Einheiten bereits vorhanden, da damit Munition transportiert wurde und diese mit ihrem Anhängerhaken quasi als „Protze“ für s.Pz.B. 41 funktionierten.
Für den Einsatz bei der „Schnellen Truppe“ der Wehrmacht (z. B. Infanterie-Division (mot.)) wurde eine Lösung angestrebt, bei der die s.Pz.B. 41 auf einem üblichen Munitionsanhänger transportiert werden konnte. Die eigene Radlafette war für die Fahrt hinter einem Lkw oder Pkw nicht ausgelegt. Hierzu wurde ein regulärer Munitionsanhänger „Sd.Ah. 33“ mit Auffahrschienen und Halterungen versehen.
Auch im Gebirge oder bei Schnee konnte die schwere Panzerbüchse 41 transportiert werden. Dazu wurde dieser zerlegt und in zwei Lasten auf sogenannte Boots-Akja aufgeteilt, welche ab 1942 zur Verfügung standen.

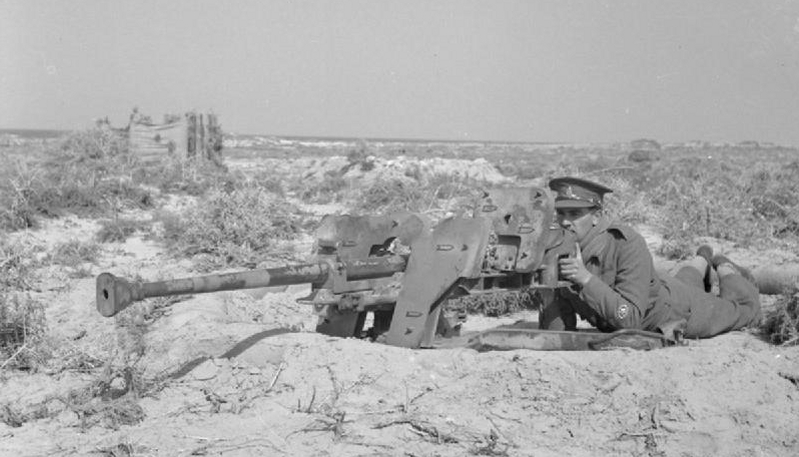
Von britischen Truppen erbeutete Panzerbüchse. Nordafrika, 1942
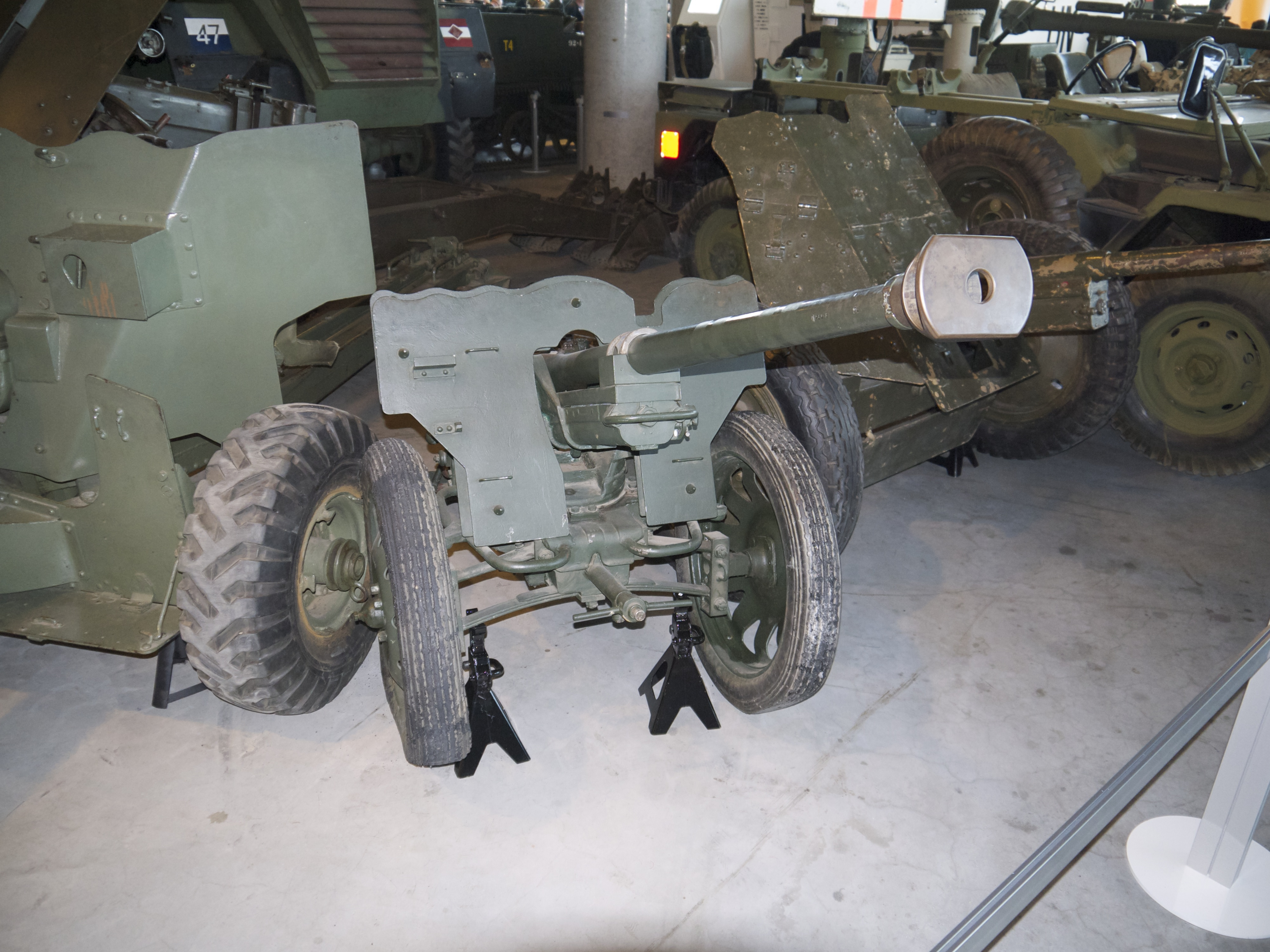
2,8-cm-sPB 41 im Canadian War Museum
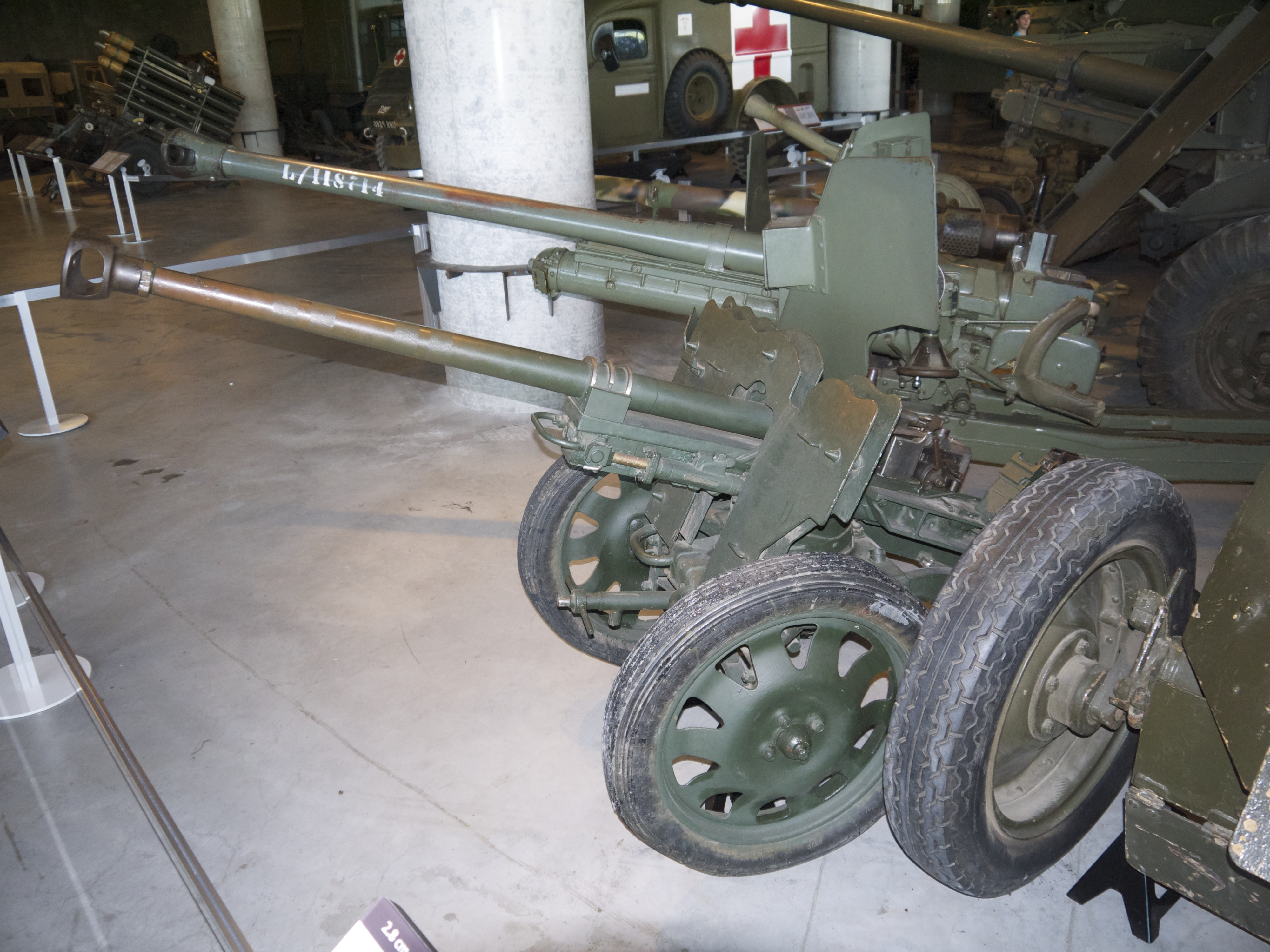
2,8-cm-sPB 41 auf Radlafette im Canadian War Museum
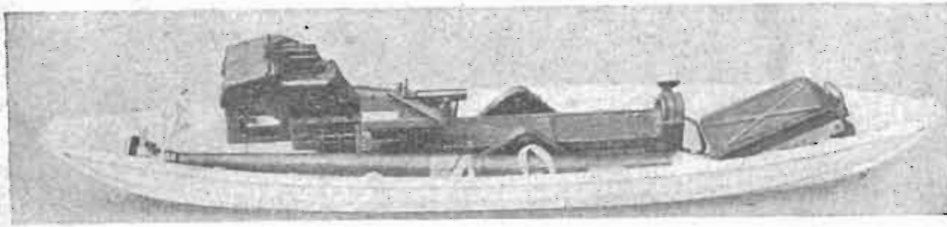
Boots-Akja mit schwerer Panzerbüchse 41
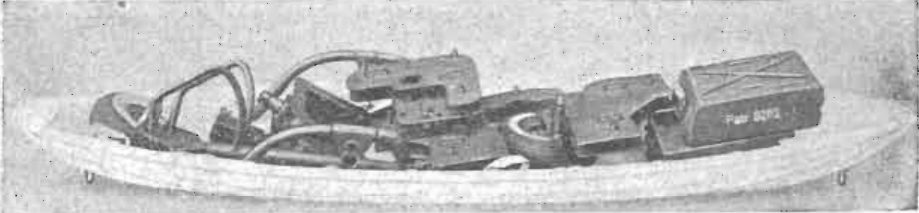
Boots-Akja mit Lafette und Munition

## Technik

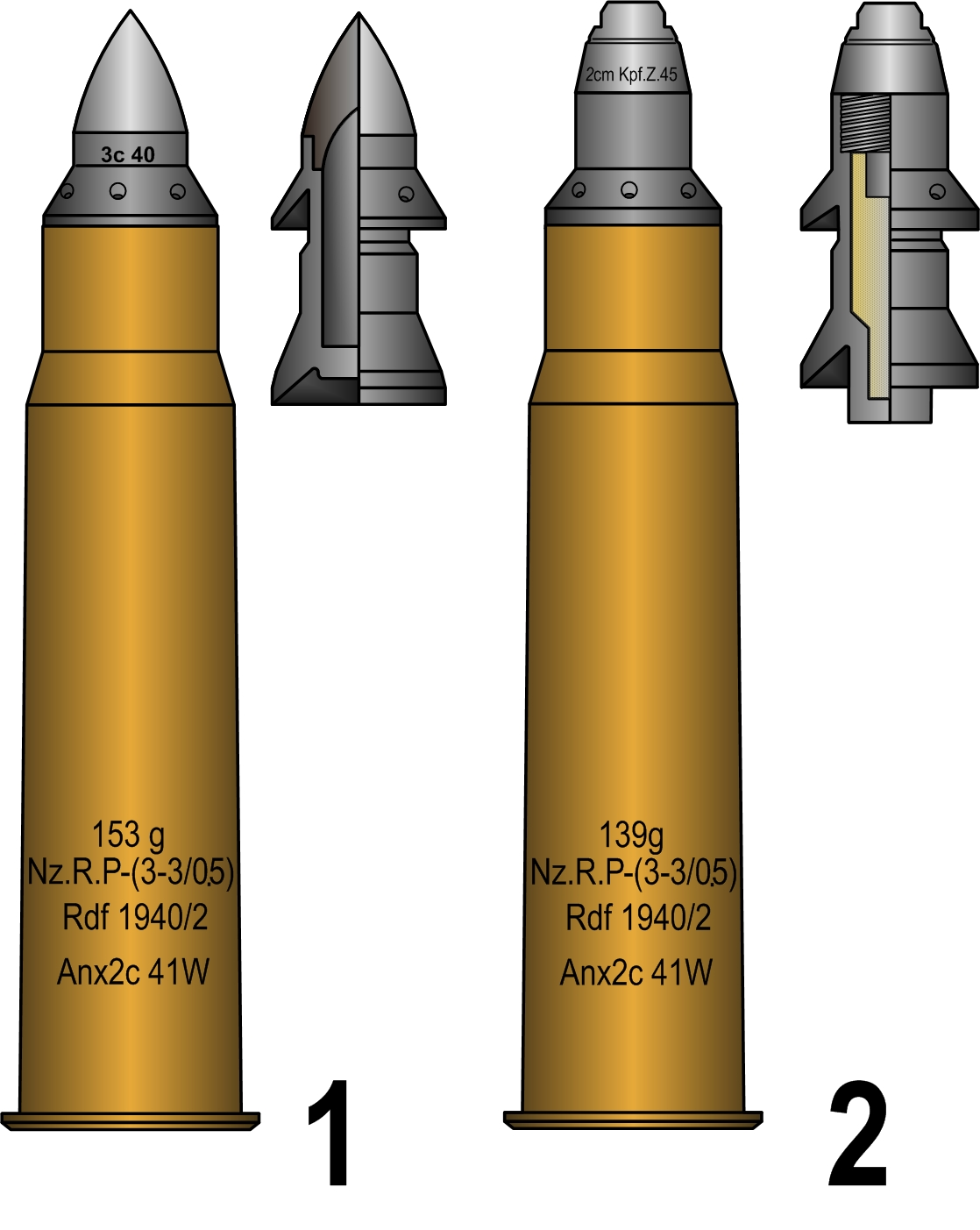
Darstellungen der Patronen und Projektile der 2,8 cm schweren Panzerbüchse 41

Das Geschoss hatte ein Kaliber von 28 mm und bestand aus einem Weichmetallmantel mit Wolframkarbidkern. Das im Verhältnis zu seinem Anfangsdurchmesser leichte Geschoss konnte auf eine sehr hohe Mündungsgeschwindigkeit beschleunigt werden. Das Rohr verjüngte sich zur Mündung hin auf 20 mm. Der Weichmetallmantel besaß umlaufende Stulpen, die beim Durchlaufen des konischen Rohres zusammengedrückt wurden, wodurch das Geschoss eine außenballistisch günstige Form erhielt.
Das Geschütz selbst war sehr klein und konnte von zwei oder sogar einem Mann problemlos bedient und bewegt werden. Eine einfache Lafettenkonstruktion verlieh der Waffe genügend Stand. Das Geschütz konnte sowohl motorisiert als auch per Hand bewegt werden.

## Munition
Für die sPzB 41 gab es Sprenggranatpatronen und zur Panzerbekämpfung die Panzergranatpatrone 42 mit Wolframkern.
| 2,8-cm-schwere Panzerbüchse 41     | Panzergranate 42 |
| Gewicht                            | 1,305 kg         |
| Mündungsgeschwindigkeit            | 1402 m/s         |
| Durchschlag bei 60° Auftreffwinkel |                  |
| aus 100 m Entfernung               | 69 mm            |
| aus 200 m Entfernung               | 65 mm            |
| aus 300 m Entfernung               | 60 mm            |
| aus 400 m Entfernung               | 56 mm            |
| aus 500 m Entfernung               | 52 mm            |
| aus 600 m Entfernung               | 48 mm            |
| aus 700 m Entfernung               | 44 mm            |
| aus 800 m Entfernung               | 41 mm            |
| Durchschlag bei 90° Auftreffwinkel |                  |
| aus 100 m Entfernung               | 94 mm            |
| aus 200 m Entfernung               | 86 mm            |
| aus 300 m Entfernung               | 79 mm            |
| aus 400 m Entfernung               | 72 mm            |
| aus 500 m Entfernung               | 66 mm            |
| aus 600 m Entfernung               | 60 mm            |
| aus 700 m Entfernung               | 54 mm            |
| aus 800 m Entfernung               | 49 mm            |

## Varianten
- Geheime Gerätenummer 5-0224: Schwere Panzerbüchse (Kzg)  Der ungefederte Anhänger „Sd.Ah. 32/3 (Einachsanhänger für s.Pz.B 41 auf le F Laf)“ war die zweite Ausführung eines Transportanhängers für die s.Pz.B. 41 und wurde von der G. Lindner A.G. in Ammendorf bei Halle gefertigt. Dieser konnte auch zwei der typischen Munitionskästen mit je 12 Patronen an den Seiten des Rahmens transportieren. Da die Waffe mit zwei Klauen am Ende des Rahmens angehoben wurde (wie bei den 2-cm-Flak-Geschützen) musste die Konstruktion der s.Pz.B. 41 angepasst werden. Im Einsatz zeigte sich, dass der Transport auf diesem Anhänger, sich auf die Waffe negativ auswirkte, da die starken Erschütterungen, die mechanischen Komponenten zu stark belasteten. Vor dem Einsatz musste die Waffe genau geprüft werden.[5]
- Geheime Gerätenummer 5-0225: Schwere Panzerbüchse (FS) Zur Verwendung bei Fallschirmjägerdivisionen wurde die leichte Feldlafette 41 entwickelt, die leichter war.[1] Während die normale Lafette mit Fahrgestell 223,2 kg wog, betrug das Gewicht der FS-Version mit Ansteckrädern nur 147 kg.[4]
- Panzerspähwagen Sd.Kfz. 221: Der leichte Panzerspähwagen war schon nach den ersten beiden Kriegsjahren für seine Aufklärungsaufgabe mit einem einzelnen Maschinengewehr hoffnungslos unterbewaffnet. Die Größe des Fahrzeugs, die geringe noch mögliche Zuladung, und das nur ein Mann zur Bedienung zur Verfügung stand, führten dazu, dass die 2,8-cm-schwere Panzerbüchse als neue Bewaffnung geführt wurde. Die noch im Einsatz stehenden Fahrzeuge wurde mit der Waffe ausgestattet.
- Schützenpanzerwagen Sd.Kfz. 250: Um den motorisierten Infanterieverbänden eine mobile Panzerabwehrwaffe mitzugeben, wurde Anfang 1942 der „leichte Schützenpanzerwagen (s.PzB 41) (Sd. Kfz. 250/11) Ausf. A“ konstruiert. Schon zuvor hatten die Verbände 3,7-cm-Pak auf die Fahrzeuge montiert, doch diese waren gegen gepanzerte Fahrzeuge inzwischen wirkungslos.
- Schützenpanzerwagen Sd.Kfz. 251: Vereinzelt kam die Waffe auch auf dem großen Schützenpanzerwagen Sd.Kfz. 251 zum Einsatz. Bekannt sind Bilder von „Mittleren Pionierpanzerwagen“ mit dieser Bewaffnung. Es scheint sich aber nicht um einen serienmäßigen Umbau gehandelt zu haben.
- Winterausstattung: Für den Einsatz unter winterlichen Verhältnissen konnten Schneekufen montiert werden. Diese wurden mit Ketten an den Rädern befestigt.